# Jordan (Montana)
Jordan é uma cidade  localizada no estado americano de Montana, no Condado de Garfield.

## Demografia
Segundo o censo americano de 2000, a sua população era de 364 habitantes.
Em 2006, foi estimada uma população de 353, um decréscimo de 11 (-3.0%).

## Geografia
De acordo com o United States Census Bureau tem uma área de
0,9 km², dos quais 0,9 km² cobertos por terra e 0,0 km² cobertos por água. Jordan localiza-se a aproximadamente 793 m acima do nível do mar.

## Localidades na vizinhança
O diagrama seguinte representa as localidades num raio de 100 km ao redor de Jordan.